# Testada Nova
Testada Nova é uma elevação portuguesa localizada na ilha do Pico, arquipélago dos Açores.
Este acidente geológico tem o seu ponto mais elevado a 812 metros de altitude acima do nível do mar e encontra-se nas proximidades da estrutura vulcânica da Furna de Frei Matias, do Cabeço do José Moinho e do Cabeço Gordo.